# Figueirópolis d'Oeste
Figueirópolis d'Oeste là một đô thị thuộc bang Mato Grosso, Brasil. Đô thị này có diện tích 890,949 km², dân số năm 2007 là 3633 người, mật độ 4,08 người/km².